# Jesse Nilsson
Jesse Allan Nilsson (9 dicembre 1977 – North York, 25 aprile 2003) è stato un attore canadese.

## Biografia
Jesse Allan Nilsson debuttò nel 1993 nella serie televisiva Siete pronti? (Ready or Not), interpretandone 9 episodi. Nel 2000 fece parte del cast del film The Skulls. Il ruolo per cui è maggiormente conosciuto è quello di Gabriel Patterson nella serie canadese Adventure Inc. dal 2002 al 2003. È morto a 25 anni di insufficienza cardiaca correlata ad una polmonite, prima che l'ultimo episodio fosse mandato in onda. Un omaggio è stato così aggiunto al termine dell'episodio, in cui compare la sua immagine con la dedica: "In memory of Jesse Nilsson 1977-2003".